# Épaisseur optique
L’épaisseur optique ou profondeur optique est une mesure de la quantité de lumière qui est absorbée ou diffusée lorsqu'elle traverse un milieu, comme une couche d'atmosphère, un nuage, ou tout autre matériau transparent ou translucide.
Elle est définie comme étant le logarithme naturel de la fraction de rayonnement électromagnétique (ou de lumière)  absorbée par les composants de la couche traversée. C'est une grandeur sans dimension.
C’est une grandeur extensive : l’épaisseur optique de deux couches est la somme de l’épaisseur optique de chacune des couches. La grandeur intensive correspondante est le coefficient d'atténuation linéique.

## Définitions
Si I0(λ) est la luminance (flux d'énergie par unité d'angle solide et par intervalle élémentaire de longueur d'onde) d'une source avant la traversée d'un milieu et I(λ) la luminance après la traversée de ce milieu, l'épaisseur optique τ(λ) mesure la partie de l'énergie perdue par absorption selon l'expression :
{\displaystyle I(\lambda )/I_{0}(\lambda )=e^{-\tau (\lambda )}}
Par simplification d'écriture, on ne mentionnera plus la dépendance en longueur d'onde λ dans les équations qui suivent.
L'expression ci-dessus peut s'écrire :
{\displaystyle \tau =-\ln(I/I_{0})}
L'épaisseur optique est reliée au coefficient d'atténuation linéique σ en considérant la propagation sur une ligne de visée dans un milieu donné par :
{\displaystyle \tau (l)=\int _{0}^{l}\sigma (x)dx}
σ est caractéristique d'une espèce chimique donnée et de sa concentration.
On peut également utiliser l'opacité κ, caractéristique de l'espèce chimique seulement :
{\displaystyle \kappa ={\frac {\sigma }{\rho }}}
où ρ est la masse volumique du milieu.

## Profondeur optique de l'atmosphère
Pour les composants majeurs de l'atmosphère pour lesquels la composition est quasi constante avec l'altitude h l'expression de τ se simplifie :
{\displaystyle \tau =\kappa '\int _{0}^{\infty }\rho (z)dz}
On note que la pression atmosphérique au sol s'exprime par {\displaystyle p_{0}=g\int _{0}^{\infty }\rho (z)dz} où g est l'accélération de la pesanteur.
En définissant κ = κ'/g, l'on obtient:
{\displaystyle \tau =p_{0}\kappa }.
Pour une observation dans une direction faisant l'angle θ avec le zénith, le trajet optique est simplement :
{\displaystyle \tau '={\frac {\tau }{\cos \theta }}}
Ceci suppose l'absence de réfraction, donc un angle θ pas trop proche de π/2.
Ce qui précède n'est évidemment pas vrai pour des éléments tels que l'ozone ou des polluants dont la présence varie avec l'altitude, le lieu et le temps.
τ varie entre 0 et ∞. L'épaisseur optique serait égale à l'infini pour une atmosphère totalement opaque. Lorsque le ciel est clair et limpide, il n'y a presque pas de perte d'énergie du rayonnement et τ est faible. Pour τ = 1 on a une fraction 1/e du rayonnement incident qui est absorbée. L'épaisseur optique dépend de la longueur d'onde et peut être mesurée en visant un objet dont l'émission est connue (par exemple une étoile caractérisée par un télescope orbital). Les relevés satellitaires sont utilisés pour reconstituer le profil de température atmosphérique à partir de mesures sur certaines molécules (en général CO2 et O2) et suivant plusieurs axes de visée en résolvant le problème inverse.

## Grandeurs caractéristiques d'atténuation
En radiométrie, on définit les quantités suivantes pour un milieu de longueur l et d'indice réfraction n traversé par une lumière d'intensité incidente I0 et d'intensité transmise I.
| Quantité                                                            | Expression                                                                             |
| ------------------------------------------------------------------- | -------------------------------------------------------------------------------------- |
|                                                                     |                                                                                        |
| Transmittance ou facteur de transmission ou transparence            | {\displaystyle T={\frac {I}{I_{0}}}}                                                   |
| Épaisseur optique                                                   | {\displaystyle \tau =-\ln T}                                                           |
| Opacité                                                             | {\displaystyle O={\frac {1}{T}}}                                                       |
|                                                                     |                                                                                        |
| Densité optique                                                     | {\displaystyle D=-\log _{10}T}                                                         |
| Atténuation (dB)                                                    | {\displaystyle -10\log _{10}T}                                                         |
| Atténuation linéique (dB⋅m−1)[réf. nécessaire]                      | {\displaystyle -{\frac {10\log _{10}T}{l}}}                                            |
| Coefficient d'atténuation linéique (m−1)                            | {\displaystyle -{\frac {\ln T}{l}}}                                                    |
|                                                                     |                                                                                        |
| Absorbance                                                          | {\displaystyle A=-\log _{10}T}                                                         |
| Chemin optique (m)                                                  | {\displaystyle L=nl}                                                                   |
| Coefficient d'absorption, absorptivité (m−1)                        | {\displaystyle a={\frac {A}{L}}} ou {\displaystyle a={\frac {A}{l}}}                   |
| Coefficient d'absorption molaire ou absorptivité molaire (m2⋅mol−1) | {\displaystyle \epsilon ={\frac {A}{cL}}} ou {\displaystyle \epsilon ={\frac {A}{cl}}} |

On prêtera attention à ce que la profondeur optique est la seule de ces grandeurs à utiliser le logarithme naturel. Les autres grandeurs d’atténuation utilisent le logarithme en base dix, et plus spécifiquement le décibel.
Les grandeurs sans dimension sont toutes des grandeurs extensives ; celles ramenées à une unité de longueur sont intensives et s’expriment en m−1 (mètre à la puissance moins un).

## Référence
(en) Richard M. Goody et Yuk Ling Yung, Atmospheric Radiation. Theoretical Basis, Oxford University Press, 1989 (ISBN 0-19-510291-6)